# Francisco Gárate
Francisco Gárate Aranguren (Azpeitia, 3 febbraio 1857 – Deusto, 9 settembre 1929) è stato un gesuita spagnolo.

## Biografia
Secondo di sette fratelli, studiò presso il collegio gesuita di Orduña. Desiderando abbracciare la vita religiosa nella Compagnia di Gesù, nel 1874 si stabilì nella località francese di Poyanne, dove era stato trasferito il noviziato gesuita dopo la rivoluzione del 1868.
Dopo l'ingresso nell'ordine tornò in patria: inizialmente prestò servizio come infermiere nel collegio di La Guardia, dove emise la professione solenne nel 1887, e fu poi trasferito a Deusto, dove trascorse oltre quarant'anni lavorando come portinaio nel locale collegio di Studi superiori.
Morì in fama di santità nel 1929.

## Il culto
La causa di beatificazione fu introdotta nel 1950 e l'11 febbraio 1982 papa Giovanni Paolo II autorizzò la promulgazione del decreto sulle virtù eroiche del Gárate, riconoscendogli il titolo di venerabile.
Fu beatificato dallo stesso pontefice nella basilica di San Pietro in Vaticano il 6 ottobre 1985. Nello stesso rito furono elevati all'onore degli altari altri due gesuiti spagnoli: Diego Luis de San Vitores e José María Rubio Peralta.
Il suo elogio si legge nel Martirologio romano al 9 settembre.